# بانک شهر
بانک شهر یکی از بانک‌های خصوصی در ایران است که در تاریخ ۲۱ بهمن ۱۳۸۷ فعالیت خود را به صورت رسمی شروع کرد. این بانک درگذشته به نام‌های تعاونی هنروران شهر و تعاونی اعتباری شهر سرویس‌دهی مالی کرده است. بانک شهر توسط شهرداری تهران بنیان‌گذاری و سهام آن بیشتر برای شهرداری‌های شهرها و کلان‌شهرها، کارکنان شهرداری و بخشی از مردم ایران است. در سال ۱۳۹۳ بیشترین میزان افزایش منابع را میان بانک‌های خصوصی داشته است. این بانک در بسیاری از شهرهای ایران شعبه دارد. وزارت خزانه‌داری آمریکا در ۸ اکتبر ۲۰۲۰ بانک شهر را در لیست سیاه خود قرار داد.

## تاریخچه
مؤسسه مالی و اعتباری شهر با مجوز بانک مرکزی و با سهام‌داری شهرداری‌های تهران و سایر کلانشهرهای ایران، با سرمایه‌ای معادل ۱ هزار و ۵۰۰ میلیارد ریال تأسیس و در تاریخ ۲۱ بهمن ۱۳۸۷ فعالیت خود را به صورت رسمی شروع کرد.
تأمین نیاز شهرداری‌ها به اعتبارات کلان، تأمین نقدینگی و سرمایه و پوشش هزینه‌ها و مخارج شهر در راستای تحقق توسعه شهری و تجربه خودکفایی انگیزه‌ای اصلی برای راه‌اندازی این بانک بود.
با توجه به پیگیری‌های فراوان مدیران ارشد شهرداری تهران و کلانشهرها و از سویی افزایش سرمایه توسط سهام‌داران تا سقف ۲۰۰۰میلیارد ریال، در تاریخ ۱۹ بهمن ۱۳۸۸ مجوز ثبت بانک شهر توسط بانک مرکزی با هماهنگی و تأیید شورای عالی پول و اعتبار کشور صادر و در تاریخ ۱۷ اسفند ۱۳۸۸ افتتاح گردید. پس از گذشت دو سال از تأسیس، سهامداران به منظور تأمین نقدینگی لازم، اقدام به افزایش سرمایه بانک تا سقف ۴۰۰۰ میلیارد ریال نمودند که این رقم تا سال ۱۳۹۲ تداوم داشت. سپس در تیرماه سال ۱۳۹۳رقم سرمایه بانک شهر به عدد ۷ هزار و ۹۰۰ میلیارد ریال افزایش و در دی ماه سال ۱۳۹۴ به رقم ۱۵ هزار و ۵۰۰ و ۷۳ میلیارد ریال رسید.
ضمنا با توجه به صورت مالی سال ۱۴۰۳ و مجمع تیرماه سال ۱۴۰۴ زیان انباشته بانک به صفر رسیده و سود عملیاتی به ثبت رساند و سرمایه بانک به ۳۹ هزار میلیارد تومان رسید.

## سهامداران

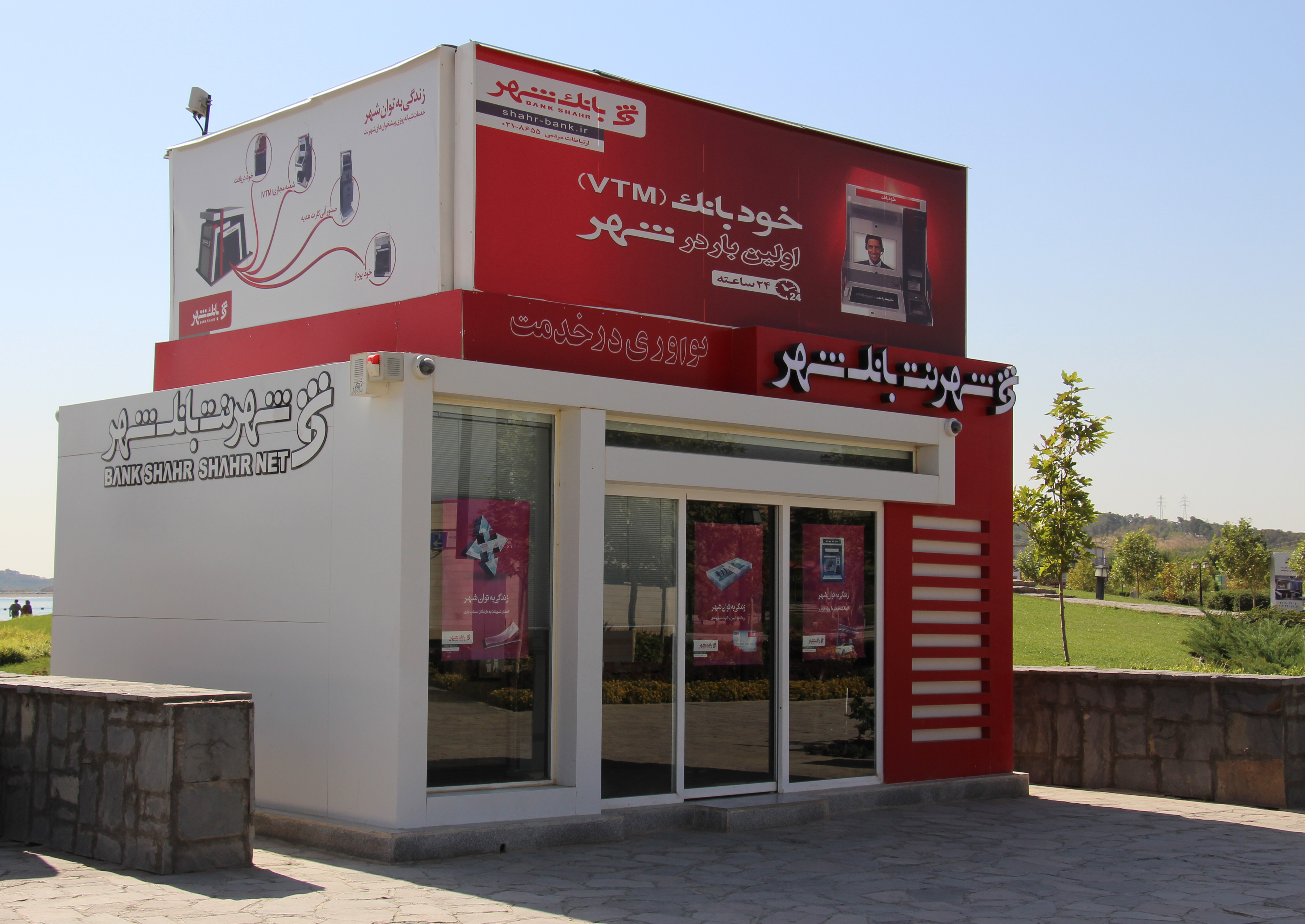
کیوسک‌های بانک شهر در معابر عمومی

طبق گزارش‌ها منتشر شده از سوی این بانک، میزان سهام شناور بانک شهر بالغ بر ۳۰ درصد است و تعدادی از کارکنان واحدهای تابعه شهرداری تهران و کارکنان شهرداری‌های کلانشهرهای ایران و اشخاص عادی، از سهام داران بانک شهر محسوب می‌شوند. عمده سهامداران این بانک به شرح زیر هستند.
- شهرداری تهران
- شهرداری شیراز
- شرکت تعاونی تولیدی و توزیعی کارکنان شهرداری تهران
- شهرداری اصفهان
- صندوق ذخیره کارکنان شهرداری تهران
- شهرداری قزوین
- شهرداری مشهد
- شهرداری قم
- شهرداری کرج
- شهرداری اهواز
- شهرداری تبریز

## شرکت‌های تابعه
بانک شهر پنج شرکت زیر مجموعه دارد. هلدینگ مالی و اقتصادی که هشت شرکت زیر مجموعه دارد. هلدینگ فناوری اطلاعات با سه شرکت زیرمجموعه، هلدینگ صنایع و معادن و انرژی با دو زیر مجموعه و شرکت‌های مستقل با چهار شرکت از جمله شرکت‌های تابعهٔ و شرکت آسان پرداخت پرشین بانک شهر هستند.

### هلدینگ ساختمانی و عمرانی
- شرکت مسکن و ساختمان تاریخ
- شرکت ساختمان و عمران شهر پایدار
- شرکت مسکن و عمران تجارت آتیه کیش
- شرکت نوسازان شهر تهران

### هلدینگ مالی و اقتصادی
- شرکت سرمایه‌گذاری شهر آتیه
- شرکت کارگزاری شهر
- شرکت تأمین سرمایه تمدن
- شرکت توسعه گردشگری شهرآیین
- شرکت لیزینگ شهر
- گروه مالی شهر
- شرکت سرویس بیمه شهر

### هلدینگ فناوری اطلاعات
- شرکت توسعه و نوآوری شهر
- شرکت راهبرد هوشمند شهر
- شرکت فن آوران ایمن شبکه (فاش)

### هلدینگ صنایع و معادن و انرژی
- گروه توسعه صنایع و معادن شهر
- جهان اقتصاد و سرمایه آتیه ایرانیان

### هلدینگ پرسپولیس
- هیئت مدیره باشگاه پرسپولیس[۱۱]
- کارت بانکی پرسپولیس
- اسپانسر باشگاه فوتبال پرسپولیس[۱۲]

## ساختار
بانک شهر دارای هفت عضو هیئت مدیره، ۲۱ مدیر برای مدیریت بخش‌های مختلف، ۱۶ سرپرستی‌های مناطق و شعبه مستقل مرکزی و ۱۶ مشاور و معاون را در ساختار سازمانی خود دارد.

### هیئت مدیره
بانک شهر داری هفت عضو هیئت مدیره است. سید محمد مهدی احمدی، مدیرعامل و عضو هیئت مدیره، برات کریمی، رئیس هیئت مدیره، جواد عطاران، عضو هیئت مدیره، حسام حبیب اله، عضو هیئت مدیره، رضا یاریفرد، عضو هیئت مدیره، مهدی میرزا محمدی، عضو هیئت مدیره و وحید محمدرضا خانی اعضاء هیئت مدیره این بانک را تشکیل می‌دهند.

## مأموریت، چشم‌انداز، ارزش‌ها و ارکان راهبردی

### مأموریت[۱۶]
بانک شهر با فعالیت‌های متنوع مالی، پولی، سرمایه‌گذاری در بخش‌های مختلف در صنعت بانکداری ایران بوده که در تلاش است در بازار داخلی (سطح کشور) و بین‌المللی حضوری فعال داشته و خدماتی متمایز ارائه دهد. داشتن خدمات متنوع، متمایز و نوآور از ویژگی‌های این بانک خواهد بود که با ارائه مدل‌های کسب و کار بانک، اشخاص حقیقی و حقوقی را در داخل و خارج از کشور پوشش خواهد داد تا مشتری‌مداری در انواع بانکداری‌ها محقق شود و موجبات چابکی و انعطاف‌پذیری برای تعالی سازمانی و انجام فعالیت‌های حرفه‌ای را فراهم کند.
ما اعتمادآفرینی، خلق‌اندیشی، صداقت و رازداری و امانتداری را از وظایف اصلی خود می‌پنداریم و به داشتن کارکنان فرهیخته، خلاق، صادق و متخصص افتخار می‌کنیم.
مشتریان را شریک خود و منافع ایشان را منافع خویش می‌پنداریم و بر این اساس با همکاری و هم‌افزایی با مدیریت شهری و سازمان‌های وابسته به آن‌ها ظرفیت‌های توسعه ملی و مسئولیت اجتماعی مشترک را پیگیری می‌کنیم.
سرآمدی در ارائه خدمات و سرعت‌دهی در هر لحظه و مکان با بهره‌گیری از فناوری اطلاعات و همچنین کاهش هزینه‌های سازمانی را که منافع ذینفعان ما را تأمین و سودآوری پایدار را تضمین می‌کند، از اهداف بنیادی بانک می‌دانیم.
ارتقاء و توانایی سازمان، مدیران، کارکنان در جهت کسب جایگاه برتر در بانک‌های خصوصی هدف دیگری است که بانک برای تحقق آن در تلاش می‌باشد.

### چشم‌انداز[۱۶]
1. متعهد و سرآمد در خلق ارزش‌افزوده برای ذینفعان
2. برتری در بین بانک‌های خصوصی
3. پایبندی به اصول و اخلاق حرفه ای بانکی
4. گسترش فعالیت‌های ارزی
5. توسعه و ارائه خدمات مدرن بانکی و طراحی ابزار جدید در ارائه خدمات بانکی
6. حضور مؤثر در بازار و شناخت و برآورده شدن نیاز مشتریان در سریع‌ترین زمان ممکن
7. جذب و حفظ مشتریان
8. تحقق شعار هر شعبه یک بانک در جهت سودآوری بیشتر

### ارزش‌ها[۱۶]
- متعهد به مبانی بانکداری اسلامی
- توجه به عزت و کرامت انسانی و شایسته‌سالاری
- مشتری‌مداری و تقویت چرخه عمر مشتری و سازمان
- امانت‌داری، رازداری، صداقت، وفاداری و جلب اعتماد
- حمایت از پروژه‌های عمرانی و زیرساختی در جهت رفاه حال شهروندان
- حمایت از کارآفرینان و تقویت بنگاه‌های دانش‌بنیان در جهت توسعه ملی و رشد اقتصادی
- سودآوری و حداکثرسازی منافع ذینفعان با کسب شایستگی‌محوری نسبت به رقبا
- تأمین امنیت، رفاه، سلامت و توانمندی کارکنان به عنوان سرمایه‌های اصلی بانک
- تقویت روحیه مشارکتی و کار تیمی در سازمان
- تعالی سازمانی و نظم در انجام امور در سطح استانداردهای بانکی
- خلاقیت، یادگیرندگی، نوآوری و روزآمدی سازمانی
- برقراری تعامل سازنده و هم‌افزا و پایدار بین سودآوری و رشد اقتصادی ملی
- چابکی و انعطاف‌پذیری در رقابت‌پذیری و توانایی حرفه‌ای

### ارکان راهبردی[۱۶]
در راستای رسالت و وظایف سازمانی و به منظور ارائه خدمات بانکی با کیفیت مطلوب، تعهد به قوانین و مقررات و بهبود مستمر فرایندها، چشم‌انداز، مأموریت، ارزش‌های محوری و خط مشی‌های خود را به شرح ذیل اعلام می‌دارد:
چشم‌انداز:
«انتخاب اول شهروندان در کلانشهرهای ایران با تمرکز بر نوآوری در خدمات»
مأموریت:
«ارائه خدمات مالی، پولی و سرمایه‌گذاری برای توسعه پایدار کیفیت زندگی جامعه شهری»
ارزش‌های محوری:
«نوآوری و تنوع، شفافیت، احترام و اعتماد متقابل، همکاری و کار تیمی و تعهد به جامعه»
خط مشی:
- سهیم شدن در رشد و بالندگی اقتصاد شهری از طریق به‌کارگیری رویکردهای نوآورانه، ارتقاء کیفیت خدمات بانک و توسعه همکاری‌های مشترک با شرکای تجاری.
- ارتقاء کیفیت زندگی شهروندان از طریق همکاری و هم افزایی با مدیریت شهری و کسب و کارهای وابسته و احترام به سنت‌ها، عقاید و هنجارهای مردم بومی هر منطقه.
- ایجاد یک برند قابل اعتماد با ارائه خدمات متنوع و نوآورانه در جهت برآورده نمودن نیازها و انتظارات مشتریان و شرکای تجاری و روابط بلندمدت و پایدار با آن‌ها.
- ایجاد مزیت رقابتی از طریق مدیریت سبز و استفاده بهینه از منابع طبیعی و انرژی و تعهد به پیشگیری از آلودگی محیط زیست مطابق با الزامات قانونی.
- تعهد به حفظ سلامت کارکنان و کاهش حوادث نیروی انسانی از طریق شناسایی، ارزیابی، پایش و هدف گذاری مخاطرات شغلی و مدیریت ریسک.
- توسعه سرمایه انسانی دانش محور از طریق برنامه‌ریزی، شایسته پروری و مشارکت کارکنان با هدف ایجاد انگیزش و رضایتمندی ایشان به عنوان ارزشمندترین سرمایه بانک.
- ارائه خدمات قابل اطمینان و امن مبتنی بر فناوری‌های نوآورانه برا ی بخش‌های مختلف مشتریان.
- شناسایی و مدیریت ریسک‌های فعالیت‌ها و فرایندها با هدف افزایش احتمال دستیابی به اهداف و اعتماد و اطمینان طرف‌های ذینفع.

## خدمات

### سپرده‌ها
- سپرده بلند و کوتاه مدت ویژه
- سرمایه‌گذاری کوتاه‌مدت
- قرض الحسنه جاری
- سود سپرده‌های سرمایه‌گذاری
- سپرده ویژه هواداران پرسپولیس (پرسپولیس کارت)

### تسهیلات و تعهدات[۱۶]
- طرح تسهیلات سلامت شهر
- طرح تسهیلات شهریار
- بسته اعتباری ویژه بورس کالا
- طرح تسهیلات به مودیان شهرداری
- طرح ویژه پذیرندگان دستگاه‌های کارت خوان
- بسته اعتباری ویژه بورس اوراق بهادر
- طرح گواهی اعتبار مولد (اوراق گام)
- طرح تندرستی
- تسهیلات استادان شهر
- طرح تسهیلات خرید اقساطی املاک
- قرض الحسنه
- فروش اقساطی
- جعاله
- مشارکت مدنی
- مضاربه
- خرید دین
- ضمانتنامه و صدور انواع آن
- اعتبارات اسنادی داخلی ریالی
- طرح وزین شهر

### سپرده‌های ارزی[۱۶]
- خرید و فروش و تبدیلات ارزی
- حواله‌های ارزی
- اعتبار اسنادی
- ضمانت‌نامه‌های ارزی
- تسهیلات فاینانس و ریفاینانس
- روابط کارگزاری
- شعب ارزی
- سوئیفت

### سایر خدمات[۱۶]
- خدمات ویژه
- فرم‌های بانکی
- قانون جدید چک
- پورتال خدمات نوین سازمان‌ها
- راهنمای خدمات بانکی
- صندوق امانات
- استعلام ضمانتنامه
- سامانه استعلام گواهی تمکن

## بانکداری الکترونیک

### دسترسی شهر
- اینترنت بانک
- همراه شهر پلاس
- سامانه حساب وکالتی
- شرکت یار
- پاکت
- بورسار
- رمزنت
- ارتباطات میدان‌نزدیک
- اینترنت بانک همراه
- اپلیکیشن شهرمن
- تلفن بانک(۸۷۶۱۱)
- sms بانک
- اینترنت بانک روشن دلان

### پیشخوان شهر
- پیشخوان شهرنت
- خودبانک (VTM)
- خود دریافت
- خودپرداز(ATM)
- اتوبانک(Autobank)
- کارتخوان فروشگاهی(POS)
- کارتخوان شعبه ای(PIN PAD)
- صراف الکترونیک

### شهرکارت
- کارت شهروندی(City Pay)
- کارت نقدی
- کارت هدیه
- بن کارت
- پرسپولیس کارت
- کارت اعتباری
- کارت شاتوت
- کارت خسارت بیمه
- کارت خانواده
- کارت برداشت حقوقی
- برات کارت
- تنخواه کارت

### درگاه شهر
- درگاه پرداخت الکترونیک
- درگاه پرداخت اینترنتی
- پیگیری تراکنش ناموفق
- محاسبه شبا
- نکات امنیتی بانکداری الکترونیک
- ساتنا و پایا
- گواهی نماد (امضای دیجیتال)

### استعلام کد شهاب
- استعلام کد شهاب

## استانداردسازی
بانک شهر با مدنظر قرار دادن الزامات استانداردهای بین‌المللی سیستم مدیریت کیفیت بر اساس ISO 9001 و سیستم مدیریت رسیدگی به شکایات مشتریان بر اساس ISO 10002، سیستم مدیریت زیست‌محیطی بر اساس ISO 14001 و سیستم مدیریت آموزش بر اساس ISO 10015 دستیابی به ارکان استراتژیک این استانداردها را در دستور کار خود قرار داده است.

## مسئولیت اجتماعی
این بانک در به اتمام رسیدنِ پروژه‌های شهری در تهران همچون بزرگراه امام علی، پل طبقاتی صدر، تونل نیایش، توسعه خطوط ریلی در کلانشهرها از جمله خط ۶ و ۷ متروی تهران، با حمایت این بانک به سرانجام رسیده است. همچنین در ارائه خدمات بانکی مورد نیاز زائران ایرانی در کشور عراق و در نمایشگاه کتاب تهران و ۲۹ استان از ایران و همچنین صدور بن کارت مجازی برای با ارتباطات میدان‌نزدیک از سوی این بانک را از دیگر خدمات اجتماعی این مجموعه به حساب می‌آید. بانک شهر همچنین حامی دومین جشنواره ملی چند رسانه‌ای میراث فرهنگی در شهر قزوین بود.

## جشنواره‌ها و جوایز
- بانک شهر در هشتمین دوره جشنواره «بانک محبوب من» با رأی مردمی، عنوانِ دومین بانک محبوب را در میان بانک‌های خصوصی و دولتی را کسب کرد.[۲۰]
- دریافت بالاترین نشان مسئولیت اجتماعی در سال ۱۴۰۳[۲۱]
- دریافت تندیس زرین هفتمین اجلاس سراسری مسئولیت پذیری اجتماعی و فرهنگ سازمانی در سال ۱۴۰۳[۲۲]
- قرار گرفتن بانک شهر در رتبه دوم بانک‌های بورسی از لحاظ سرمایه[۲۳]

## وضعیت مالی
بانک شهر از محل تسهیلات اعطایی و سپرده گذاری و اوراق بدهی در سال ۱۴۰۲، ۲۱ هزار و ۲۶۰ میلیارد تومان درآمد داشته که در مقایسه به دوره مشابه قبلی یعنی سال ۱۴۰۱ رشد ۳۲ درصدی را نشان می‌دهد. هزینه سود سپرده برای این بانک نسبت به دوره مشابه سال قبلش با ۶ درصد رشد مواجه شده است. خالص درآمد تسهیلات و سپرده گذاری‌های بانک شهر از سه هزار و ۳۹۸ میلیارد تومان به هفت هزار و ۷۱۷ میلیارد تومان رسیده که این مهم رشد بالای ۱۲۰ درصد را نشان می‌هد. همچنین درآمدهای بانک شهر از کارمزد نیز حدود ۱۰۰ درصد رشد کرده اما هزینه کارمزد بانک ۲۹ درصد نسبت به مشابه قبلی رشد داشته است. بر این اساس، خالص درآمد کارمزد بانک شهر در مقطع زمانی ۱۴۰۲٫۰۹٫۳۰ بیش از چهار هزار میلیارد تومان بوده است.

## تحریم
وزارت خزانه‌داری آمریکا در ۸ اکتبر ۲۰۲۰ بانک شهر را همراه با ۱۷ بانک دیگر در ایران مورد تحریم و در لیست سیاه قرار داد.

## انتقادها
در پی واگذاری «شهروند» و «شهر آفتاب» به بانک شهر، رحمت‌الله حافظی عضو شورای شهر تهران این تصمیم را تاراج دادن اموال عمومی و شهر دانست و آن را برگ سیاهی در کارنامه شورای چهارم قلمداد کرد. احمد حکیمی پور رئیس کمیته میراث فرهنگی شورای شهر نیز این تصمیم را عجولانه خواند.
مدتها است که شهرداری تهران قطعاتی از زمین شهر را به بانک شهر واگذار کرده تا دکه‌های بانکداری الکترونیک را در این نقاط احداث کنند. تعدادی از این شعب در پیاده‌روها مستقر شده و انتقاداتی را به دنبال داشته‌اند.

## نگارخانه
- یک شعبه از بانک شهریک شعبه از بانک شهر
- یک شعبه هوشمند از بانک شهریک شعبه هوشمند از بانک شهر
- نمای داخلی شعب بانک شهرنمای داخلی شعب بانک شهر
- تالار افتخارات بانک شهرتالار افتخارات بانک شهر